# Sana Klinikum Lichtenberg

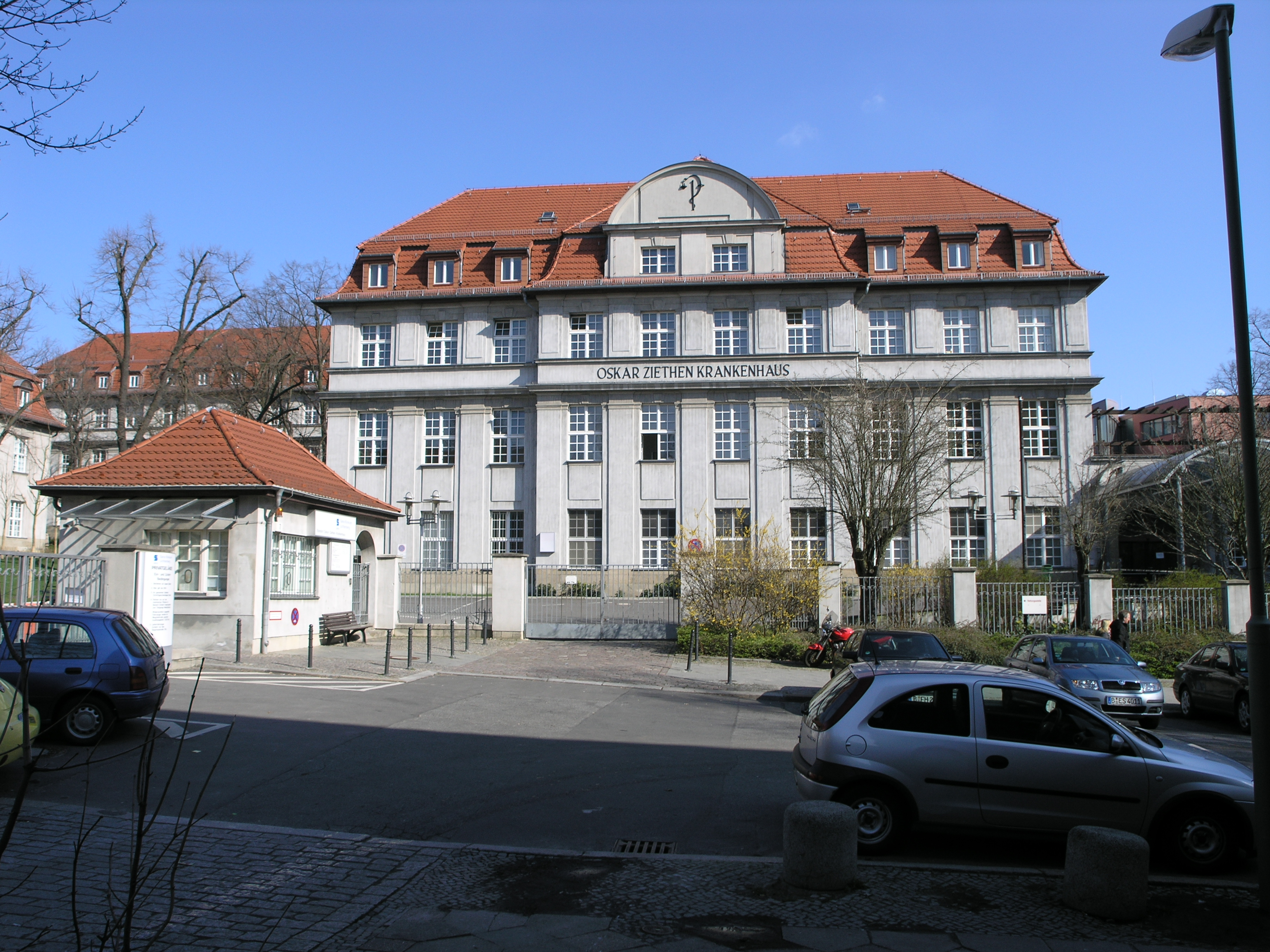
Hauptgebäude und altes Pförtnerhäuschen des Krankenhauses an der Hubertusstraße (März 2008)

Das Sana-Klinikum Lichtenberg (Eigenschreibweise Sana Klinikum Lichtenberg), ehemals Oskar-Ziethen-Krankenhaus (OZK), in Berlin-Lichtenberg ist ein Krankenhaus zur Schwerpunktversorgung, das von 1910 bis 1914 von der damaligen Gemeinde Lichtenberg als eine Voraussetzung zur Erlangung der Stadtrechte gebaut wurde. Die Gebäude aus dieser ersten Bauphase stehen unter Denkmalschutz. Seit 2005 gehört das Krankenhaus zum Sana-Verbund, der in mehreren Etappen Erweiterungsbauten ausführen ließ.

## Baugeschichte des OZK
Seit 1900 hatte die Landgemeinde Lichtenberg bereits mehrfach die Stadtrechte für sich beantragt; damit verbunden war das Vorhandensein städtischer Einrichtungen wie Polizeiwache und Krankenhaus. Für den Bau des erforderlichen Krankenhauses kaufte der Gemeindevorstand ein 34 Hektar großes Gelände des Zimmermeisters und Amtmanns Waldemar Atzpodien, das zwischen der Frankfurter Allee, der Siegfriedstraße, der Fanningerstraße und der Atzpodienstraße lag.
Die Planung des Krankenhauses übertrug der Gemeinderat den im Krankenhaus- und Heilstättenbau erfahrenen Architekten Carl Mohr und Paul Weidner in (Berlin-)Charlottenburg. Nach den damals aktuellen Gesichtspunkten zur Anlage von Krankenhäusern wurden auf dem ansteigenden hügeligen Gelände mehrere einzeln stehende Klinikgebäude sowie ein eigenes Heizkraftwerk und ein reines Versorgungsgebäude projektiert. Am 3. Juli 1911 erfolgte die Grundsteinlegung, und unter Bauleitung des Lichtenberger Stadtbaurats Johannes Uhlig wurden die Bauarbeiten ausgeführt. Bereits im Oktober 1914 konnte das Lichtenberger Krankenhaus mit 450 Betten für Patienten seine Arbeit aufnehmen. Die Baukosten betrugen 2,1 Millionen Mark, die die Kasse des nun zur Stadt erhobenen Lichtenbergs erheblich belasteten.

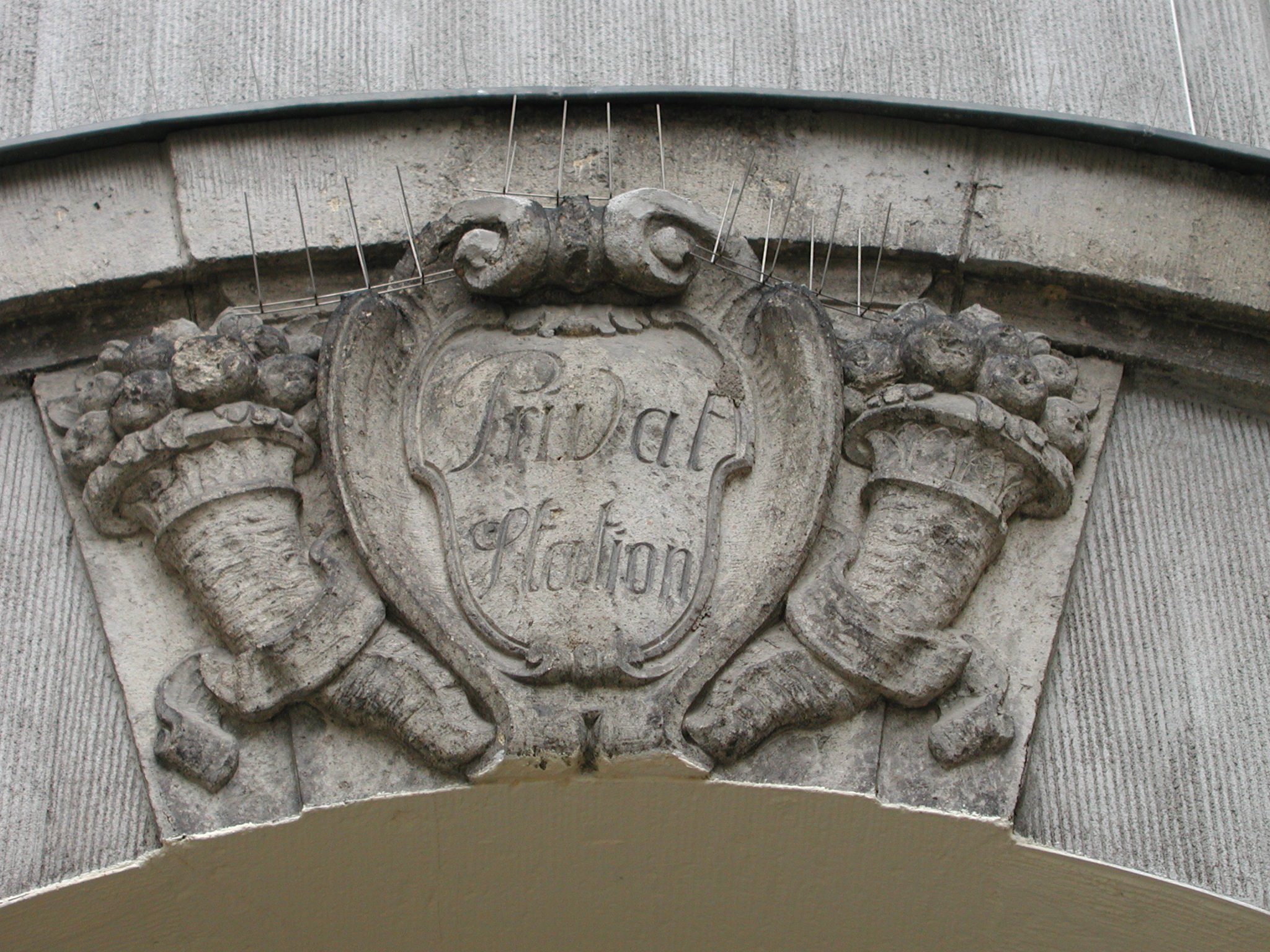
„Privatstation“

Eine Station war für Privatpatienten vorgesehen, wie eine Inschrift-Kartusche über einem Hausdurchgang zeigt.
Alle Gebäude sind mit grauem Kratzputz versehen und zeigen nur sehr sparsam eingesetzten Fassadenschmuck.

## Entwicklung des Städtischen Krankenhauses Lichtenberg

### Von der Eröffnung bis 1933

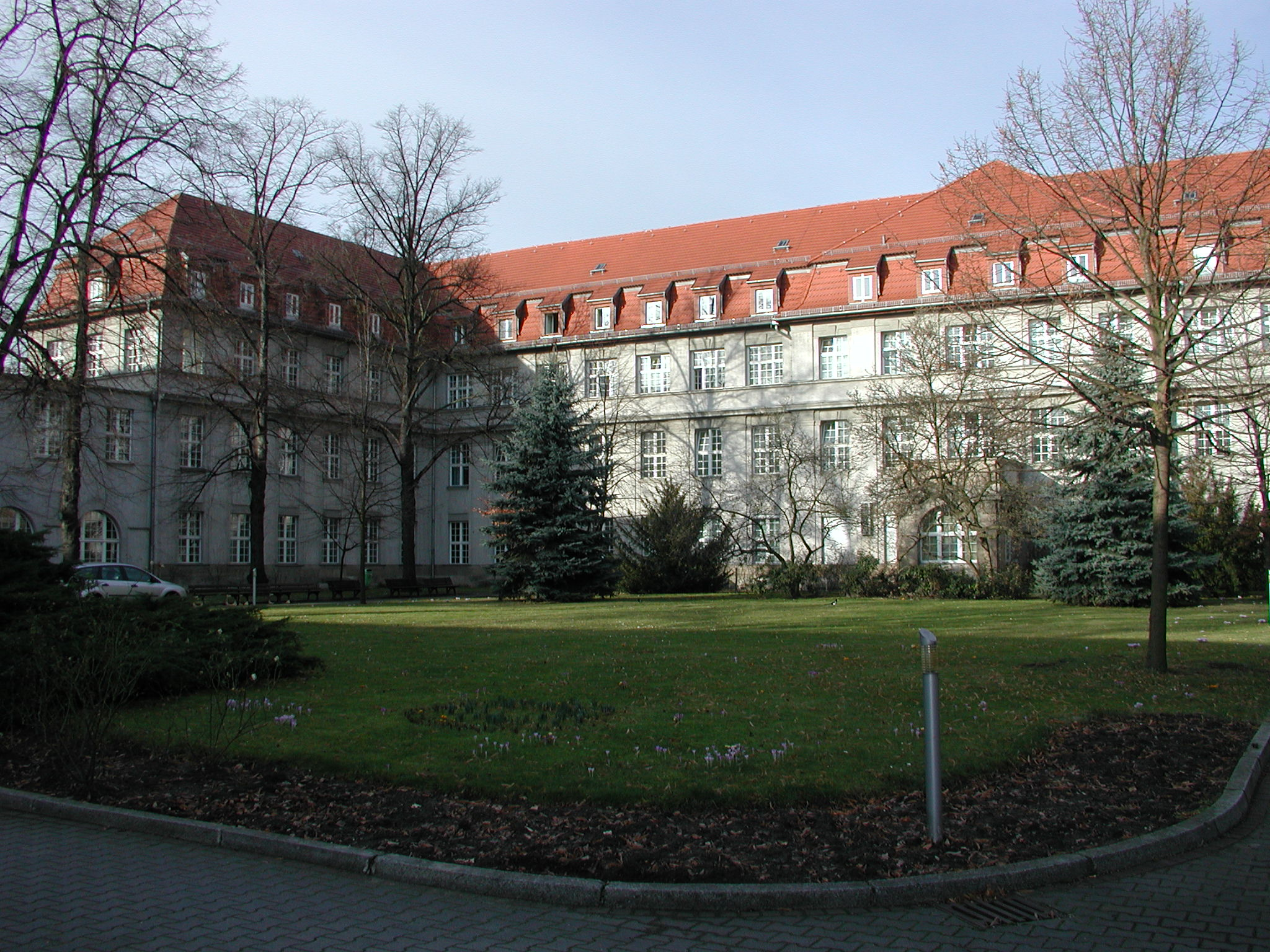
Hofseite des Hauptgebäudes mit begrüntem Innenhof

Die Straße, die von der Frankfurter Allee abgeht und zu den früheren Feldern am Schwarzen Weg (später Gotlindestraße) führt, trug bereits seit 1896 den Namen Hubertusstraße. Nun durchquerte diese Straße das Gelände des Krankenhauses, das deshalb auch Hubertus-Krankenhaus genannt wurde. Eine gemauerte Einfriedung umgab das Areal, das je einen Zugang von der Hubertusstraße und von der Fanningerstraße besaß. Folgende Gebäude bzw. Einrichtungen waren vorhanden: Isolierstationen in kleinen zweigeschossigen villenähnlichen Häusern, eine Geburtsklinik, Operationssäle, ein eigenes Gebäude für Behandlungen von Privatpatienten, Wirtschaftstrakt, Heizhaus, Leichenhalle. Der Haupttrakt war ein U-förmiger Bau mit palastähnlichen Baumerkmalen in neobarocken Formen mit Mittelbetonung (die erste Bauausführung beinhaltete noch Dachgiebel und ein Mitteltürmchen), flache Pilaster, die über die beiden Untergeschosse reichen, ein umlaufendes Gesims über der zweiten Etage, Mansarddächer. Das „U“ öffnete sich nach Süden hin zur Frankfurter Allee. Eine gepflegte Grünanlage mit Bänken lädt Patienten und Besucher noch heute zu einem kleinen Spaziergang ein. 1920 wurde in der Entbindungsstation dieses Krankenhauses die erste kommunale Schwangerenberatungsstelle Berlins eingerichtet.
Das Lichtenberger Krankenhaus wurde am 20. Januar 1933 nach Oskar Ziethen benannt, dem ein Jahr zuvor verstorbenen ersten Oberbürgermeister der Stadt Lichtenberg.

### Zeit des Nationalsozialismus
Die Lichtenberger Bezirksverwaltung begann ab März 1933 mit umfangreichem personellen Ersatz wichtiger Ämter. Dezernent für das Gesundheitsamt und damit zuständig für alle städtischen Einrichtungen wurde Paul Harpe, Mitglied der NSDAP. Dieser verfügte eine Säuberung der Ärzteschaft durch Entlassung aller Mediziner jüdischen Glaubens oder jüdischer Abstammung, unabhängig von ihren bisherigen Verdiensten. Auch medizinisches Personal, das als nicht führertreu eingeschätzt wurde, musste gehen. So wurden innerhalb kurzer Zeit 12 von 15 leitenden Ärzten entlassen. Das hatte katastrophale Folgen in den Klinikeinrichtungen, weil kaum neue Fachärzte zur Verfügung standen. Im OZK wurden bis Ende 1934 der ärztliche Direktor, die Leiter der Entbindungsabteilung, der Röntgenabteilung, der Pathologie sowie zahlreiche Angestellte, Schwestern und auch Arbeiter entlassen. Die Betreuung der Kranken konnte nur notdürftig durchgeführt werden.
Ab 1934 wurde im OZK zur Durchsetzung des Gesetzes zur Verhütung erbkranken Nachwuchses eine Sonderabteilung für Erbpathologie eingerichtet, die als eine Grundlage für die späteren Euthanasie-Aktionen diente. Der Leiter dieser Abteilung wechselte 1942 zur Heil- und Pflegeanstalt Herzberge, sein Verbleib ist nicht bekannt. Die genaue Tätigkeit dieser Sonderabteilung konnte bisher nicht aufgeklärt werden, da alle Ergebnisse streng unter Verschluss standen. Weitere Anpassungsmaßnahmen an die Ideologie des Nationalsozialismus waren operative Sterilisationen, der Zwangs-Beitritt der Krankenschwestern zur 1939 gegründeten Schwesternschaft der Reichshauptstadt Berlin und damit ihrer Eingliederung in die nationalsozialistische Gemeinschaft.
Organisatorische Änderungen erfolgten durch die Zuordnung der Hilfskrankenhäuser (Lindenhof an der Gotlindestraße und des ehemaligen Cecilien-Lyzeums an der Rathausstraße) zum bisherigen Stammsitz, die endgültige Fertigstellung der Entbindungsanstalt an der Atzpodienstraße und damit die Einrichtung einer Kinder-Infektionsstation, die Übertragung der Kinderorthopädie von der Charité an das OZK, die Eröffnung einer Blutspendezentrale im Jahr 1940 und einer Frauenmilch-Sammelstelle ebenfalls 1940.
Die Aufrechterhaltung des Krankenhausbetriebs bei steigender Bettenzahl bedingte Erweiterungsbaumaßnahmen am Kesselhaus, an der Wäscherei und der Hauptküche. Gleichzeitig wurde 1939 ein General-Sanierungsplan erstellt, dessen Kernstücke der Neubau einer Röntgen- und Bäderabteilung und der Umbau der bestehenden Kinderkrankeneinrichtung waren. Die veranschlagten Kosten betrugen 3,655 Mio. Reichsmark.
Als der Zweite Weltkrieg begann, konnte keine der geplanten Maßnahmen mehr verwirklicht werden. Stattdessen mussten Schutzräume eingerichtet, ein Bunker gebaut und eine Luftschutzfeuerwehr gegründet werden. Für die Aufnahme von Verwundeten waren Reservebetten vorzuhalten, und regelmäßig wurden Luftschutzübungen durchgeführt. Die Einberufungen zum Wehrdienst und Kriegsdienstverpflichtungen des medizinischen Personals führten zu enormer Personalknappheit, die durch die Überstellung von Kriegsaushilfsangestellten durch die Arbeitsämter sowie den Einsatz von Schülerinnen und Praktikanten ausgeglichen werden sollte. Der Einsatz von Fremdarbeitern ist für das OZK nicht nachgewiesen.

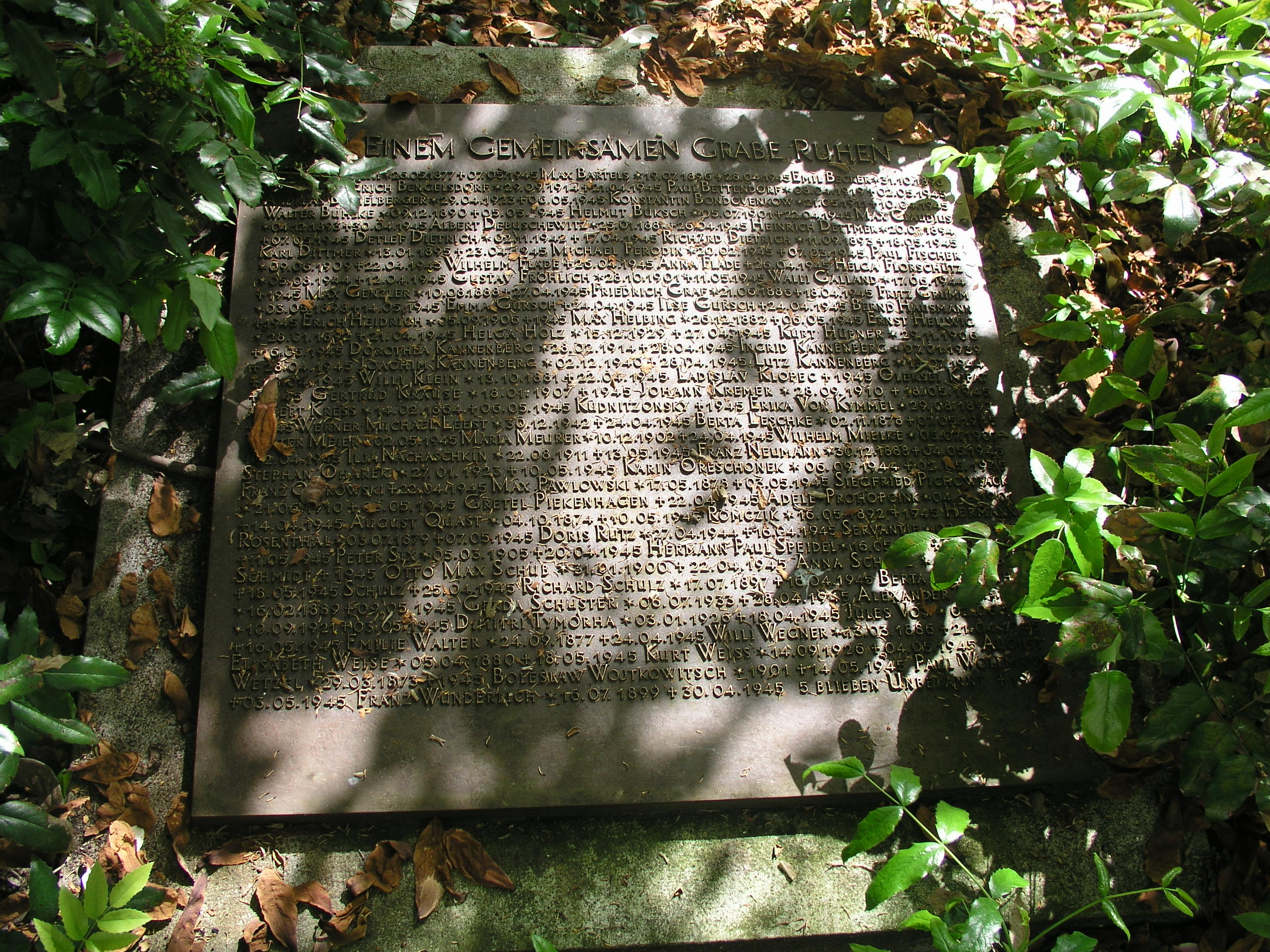
Massengrab für die Bombenopfer

Im Jahr 1941 wurde die gesamte Kinderklinik aus dem OZK in den Bereich Lindenhof ausgelagert, ab Juli 1942 kamen als weitere Behelfskrankenhäuser für das OZK die Schulgebäude Marktstraße 2–3 und Marktstraße 10–11 hinzu, die bis 1943 betriebsbereit waren. Der Kriegsverlauf führte dazu, dass komplette Ausweichkrankenhäuser samt Ausstattung und Begleitpersonal festgelegt wurden. Für das OZK diente ein Krankenhaus in Blankensee bei Teltow als Ausweicheinrichtung, wohin am 11. August 1943 erste Patienten verlegt wurden. Die Unterbringung war aber nicht von Dauer, bis Ende 1944 waren alle Kranken wieder nach Lichtenberg zurückgekehrt und die Einrichtung in Blankensee wurde aufgelöst.
Ab Januar 1944 wurde Lichtenberg mehrfach das Ziel von Bombenabwürfen, am 8. Mai wurde dabei die Kochküche des OZK vernichtet. Weitere Bombardements zwischen Februar und April 1945 führten zu starken Schäden im gesamten Krankenhausgelände, in den letzten Monaten des Kriegs oder kurze Zeit später starben hierdurch 200 Menschen, die in einem Gemeinschaftsgrab auf dem Hof des Hauptgebäudes begraben wurden. Eine bronzene Gedenkplatte mit den Namen aller Opfer befindet sich in einem Gebüsch.

Die Kriegsschäden aller Gebäude des OZK wurden auf rund 65 Prozent geschätzt. In den verbliebenen überfüllten Stationen warteten erkrankte Einwohner, erschöpfte Flüchtlinge und Verletzte auf medizinische Hilfe. Die meisten leitenden Ärzte hatten die Einrichtung verlassen.

### Oskar-Ziethen-Krankenhaus bis 1990
Nach 1945 veranlasste die Sowjetische Militäradministration eine schnelle Reparatur der Krankenhausgebäude, denn sie wurden dringend zur medizinischen Versorgung von Kranken benötigt: zu den Kriegsverletzungen und den normalen Krankheiten kamen nun noch Typhus, Ruhr und Tuberkulose hinzu. Karitative Einrichtungen aus dem Ausland halfen mit der Bereitstellung von Verbandsmaterial, Medikamenten und Fachpersonal.
In einem Gebäude des OZK nahm die Abteilung Gesundheitsdienst des neu gebildeten Lichtenberger Bezirksamts seine Tätigkeit auf, die mit dem Personenstandswesen der Patienten zusammenhing. Nach 1949 trug diese amtliche Stelle die Bezeichnung Magistrat von Groß-Berlin, Abteilung Arbeit und Gesundheitswesen, Städtisches Oskar-Ziethen-Krankenhaus.

### Änderungen nach 1990

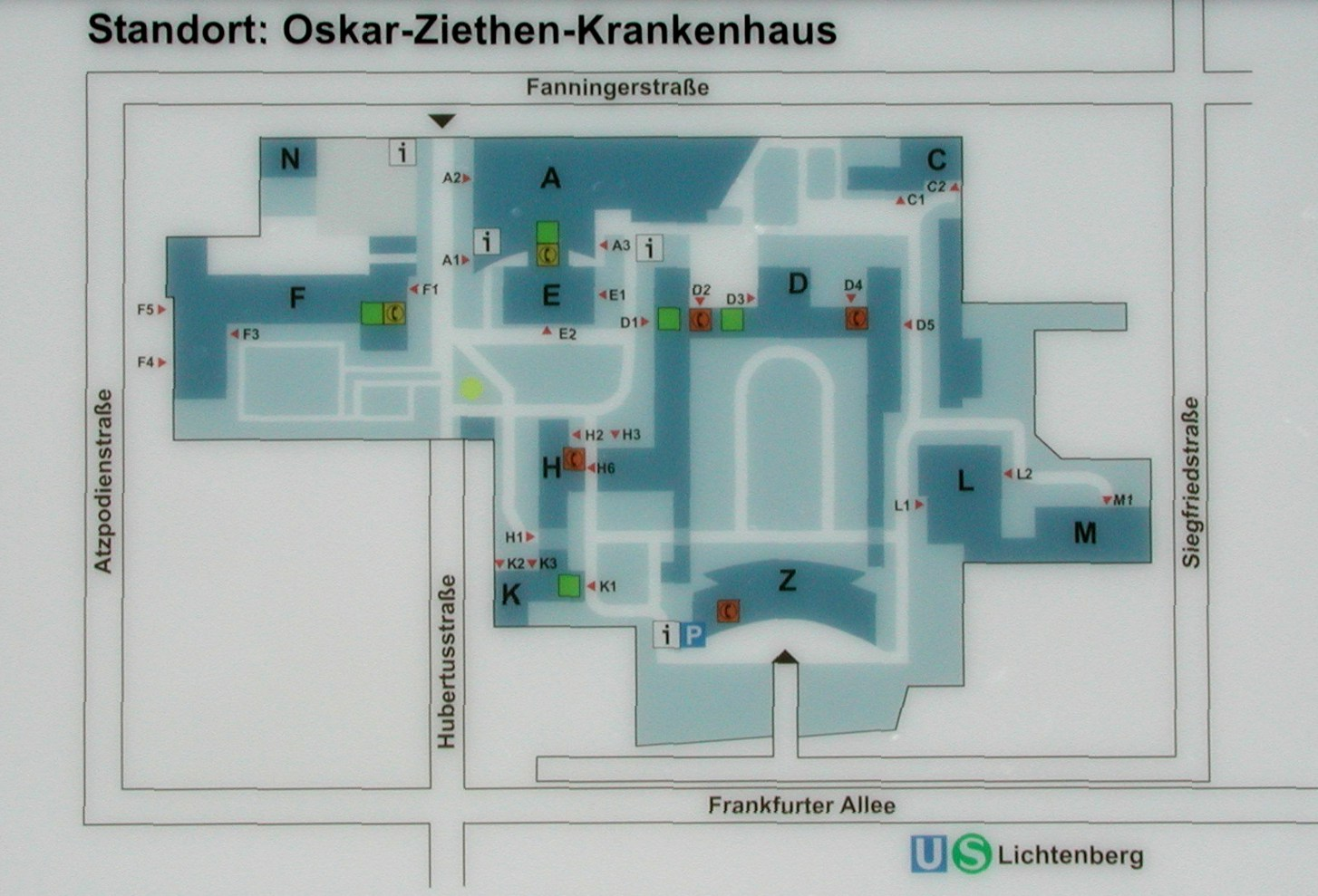
Lageplan des OZK im Jahre 2008
A – Rettungsstelle, Intensivmedizin, Innere, Unfall, Chirurgie, Endoskopie, C – Pathologie, Abschiedsraum, D – Diagnostik, Innere, Labore, E – Allg. Chirurgie, F – Frauenklinik, Kardiologie, Akutgeriatrie, Neonatologie, H – Pflegedirektorin, K – Geschäftsführung, Klinikumsleitung, L – Betriebsrestaurant, N – Sozialdienst, Psychologie, Diätberatung, Z – „MedizinZentrum“ mit Ambulanzen/Poliklinik und „Privatclasse-Station“

Das traditionsreiche Krankenhaus gelangte 1990 in den Besitz der Stadt Berlin, die für Erweiterungsbauten zwei Architekturwettbewerbe durchführte (1990 und 1992). Die entstandenen Entwürfe wurden jedoch nicht umgesetzt. Stattdessen bekam das Krankenhaus 1992 einen gewerblichen Träger, den Paritätischen Unternehmensverbund, was in dem geänderten Namen Paritätisches Krankenhaus Lichtenberg zum Ausdruck gebracht wurde. Der Name Oskar-Ziethen-Krankenhaus wurde jedoch nicht offiziell abgelegt. Medizinisch gehörte es jetzt zum Clinotel-Krankenhausverbund. Nun wurden das zu DDR-Zeiten errichtete Gebäude der Rettungsstelle an der Fanningerstraße abgerissen und Baugruben ausgehoben, doch alle Baumaßnahmen ruhten dann einige Jahre, wohl wegen finanzieller Probleme. Eine umgestürzte Tafel auf dem Rohbau zeigte noch im Jahre 2008 Angaben zu den damaligen bauausführenden Unternehmen und eine Lagedarstellung. Auf der Südseite des Geländes ließ der neue Träger jedoch ein Verwaltungsgebäude (MedizinZentrum) neu errichten. Dieser geschwungene Bau erhielt einen neuen Zugang sowie eine neue Zufahrt zu den medizinischen Einrichtungen des Krankenhauses; der Zugang von der Fanningerstraße wurde gesperrt.

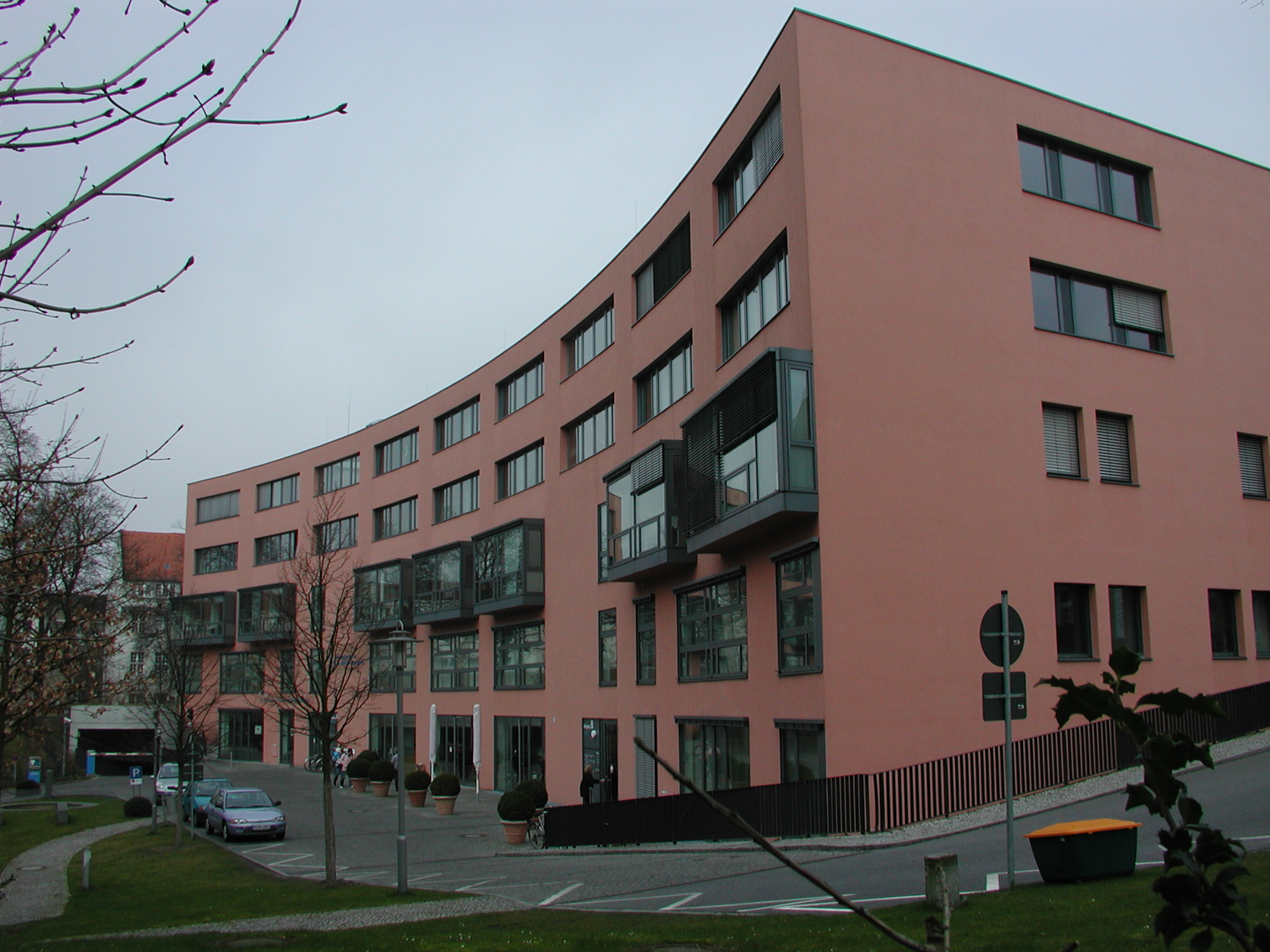
MedizinZentrum an der Frankfurter Allee, um 2002 erbaut

Unabhängig von allen Problemen wurde das 90-jährige Bestehen des Krankenhauses zusammen mit dem 150-jährigen Stadtjubiläum im Jahr 2004 mit einem Festakt begangen, der in der Berliner Presse entsprechende Beachtung fand.
Die Bezirksverordneten-Versammlung Lichtenberg lobte 2003 einen weiteren Architekturwettbewerb für die Neubauten an der Fanningerstraße aus. Gleichzeitig suchten die Verantwortlichen gemeinsam mit dem Paritätischen Wohlfahrtsverband einen neuen Betreiber für das Krankenhaus. Im Februar 2005 konnte als Haupteigentümer die Münchner Sana Kliniken gewonnen werden, die an der Einrichtung mit rund 75 Prozent beteiligt wurde. Seitdem gehört das Krankenhaus in Lichtenberg zur Sana Kliniken Berlin-Brandenburg GmbH.

### Sana-Klinikum
Am alten Standort an der Fanningerstraße konnte am 26. Oktober 2007 ein Neubau fertiggestellt und feierlich eingeweiht werden. Das Gebäude besitzt vier Geschosse mit einer Fläche von rund 9.500 m² und dient als zentrales Hauptgebäude des Krankenhauses. Es beherbergt die neue Rettungsstelle, die Patientenaufnahme, die Sterilgutversorgung, die Radiologie und die Endoskopie. Das Haus verfügt über 204 eigene Betten und fünf Operationssäle. Der Bau wurde mit 42 Millionen Euro öffentlich gefördert, insgesamt sollten zwei Neubauten 64 Millionen Euro kosten.
Die Baugrube für den zweiten Neubau im nordwestlichen Teil des Geländes, neben der Frauenklinik, wurde zu dieser Zeit mit einem Kellergeschoss und einer Betondecke versehen. Die Kellerräume dienten zur Lagerung von Baumaterialien. Erst ab dem Jahr 2008 wurde weitergebaut, wofür das Land Berlin rund 3,3 Millionen Euro und das Sana Klinikum etwa 2 Millionen Euro zur Verfügung stellten. Damit wurde bis zum Frühjahr 2012 auf diesem Rohbau ein neues Mutter-Kind-Zentrum fertiggestellt mit einer Bruttogeschossfläche von 5.000 m². Am 11. September 2010 fand das Richtfest im Beisein der Lichtenberger Bürgermeisterin Christina Emmrich und des Sana-Geschäftsführers Schick statt. Als letzte Bauaktivität auf dem Gelände zwischen Fanningerstraße und Atzpodienstraße wurde anschließend die Geburtsklinik saniert. Ab Mai 2012 begann schrittweise der Umzug des Kinderkrankenhauses Lindenhof in diesen Neubau. Hier gibt es eine modern ausgestattete Kinderrettungsstelle sowie ein Kinder-Schlaflabor. Dieses Eltern-Kind-Zentrum ist ausgelegt für die Behandlung von rund 15.000 Kindern pro Jahr. Ab 2013 wurde der vorherige Standort des Kinderkrankenhauses komplett aufgegeben. Nach längerem Leerstand der historischen Gebäude kaufte ein Wohnungsbauunternehmen die Immobilien und errichtet seit 2014 auf dem Lindenhof nun mehrere Wohngebäude, genannt Wohnquartier Lindenhof.
Als medizinischer Partner des Krankenhauses wurde die Berliner Charité gewonnen, für die das Oskar-Ziethen-Krankenhaus, zusammen mit der Kinderklinik, nun auch Akademisches Lehrkrankenhaus ist.
Einzelne Häuser aus der ersten Bauphase bis 1914 wurden inzwischen außen und innen saniert beziehungsweise umgebaut und erhielten modernste medizinische Ausstattungen. Die Umgestaltung aller Häuser auf dem Klinikgelände war im Jahre 2011 abgeschlossen.
Folgende Fachbereiche gibt es in diesem Krankenhaus (Stand Ende 2012): Rettungsstelle für Erwachsene, Kinder und Jugendliche, Innere Medizin (mit Gastroenterologie/Geriatrie und Kardiologie), Chirurgie, Orthopädie mit Unfall-, Hand und Wiederherstellungschirurgie, Gynäkologie mit Brustzentrum, Diagnostikabteilungen mit Radiologie, Anästhesiologie und Intensivmedizin, Eltern-Kind-Zentrum für die Kinder- und Jugendheilkunde (der Abschluss der Standortkonzentration wurde mit einer Festveranstaltung am 10. Mai 2012 gewürdigt).

## Statistische Angaben

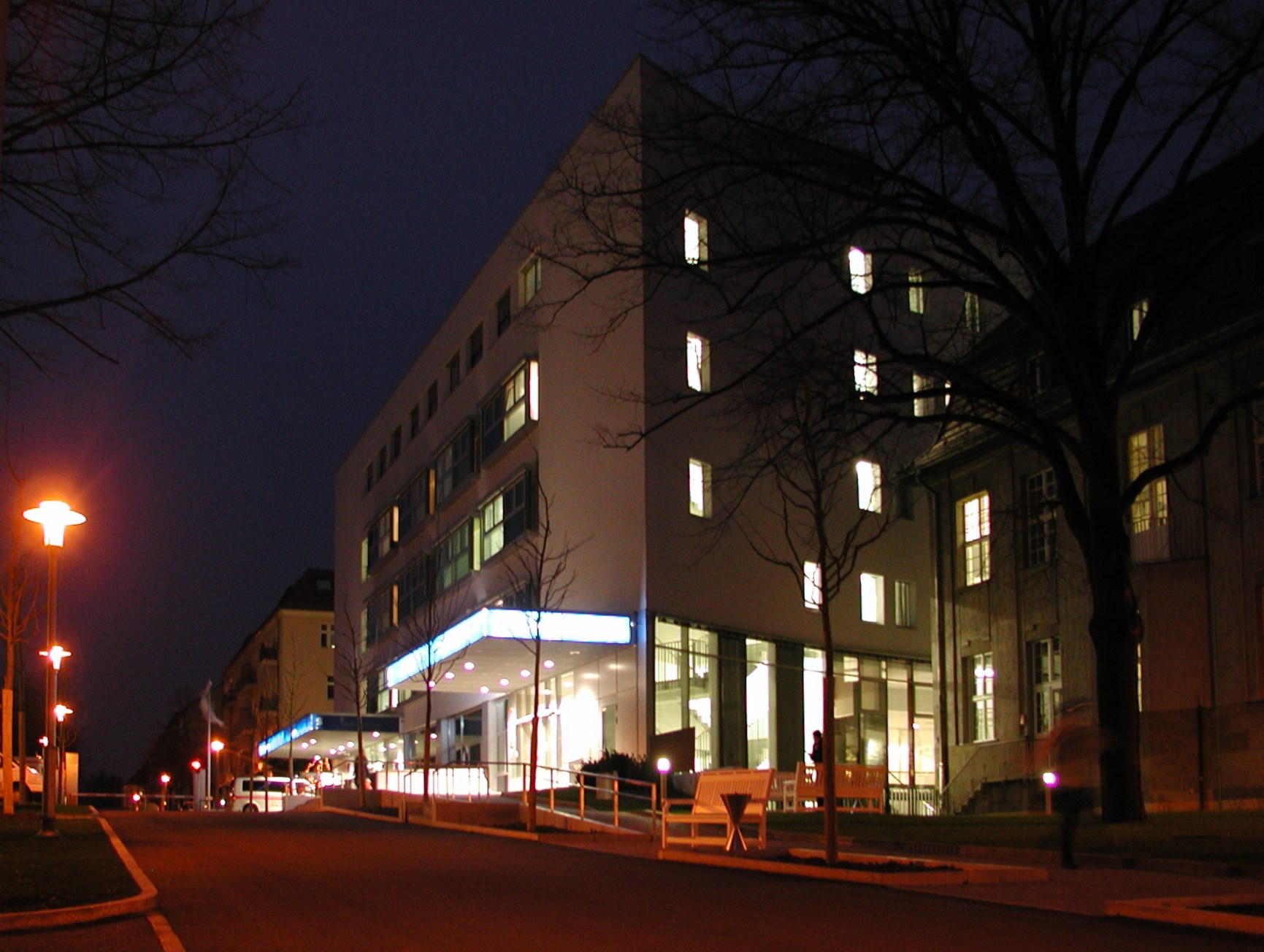
Neues Hauptgebäude am späten Abend, 2008

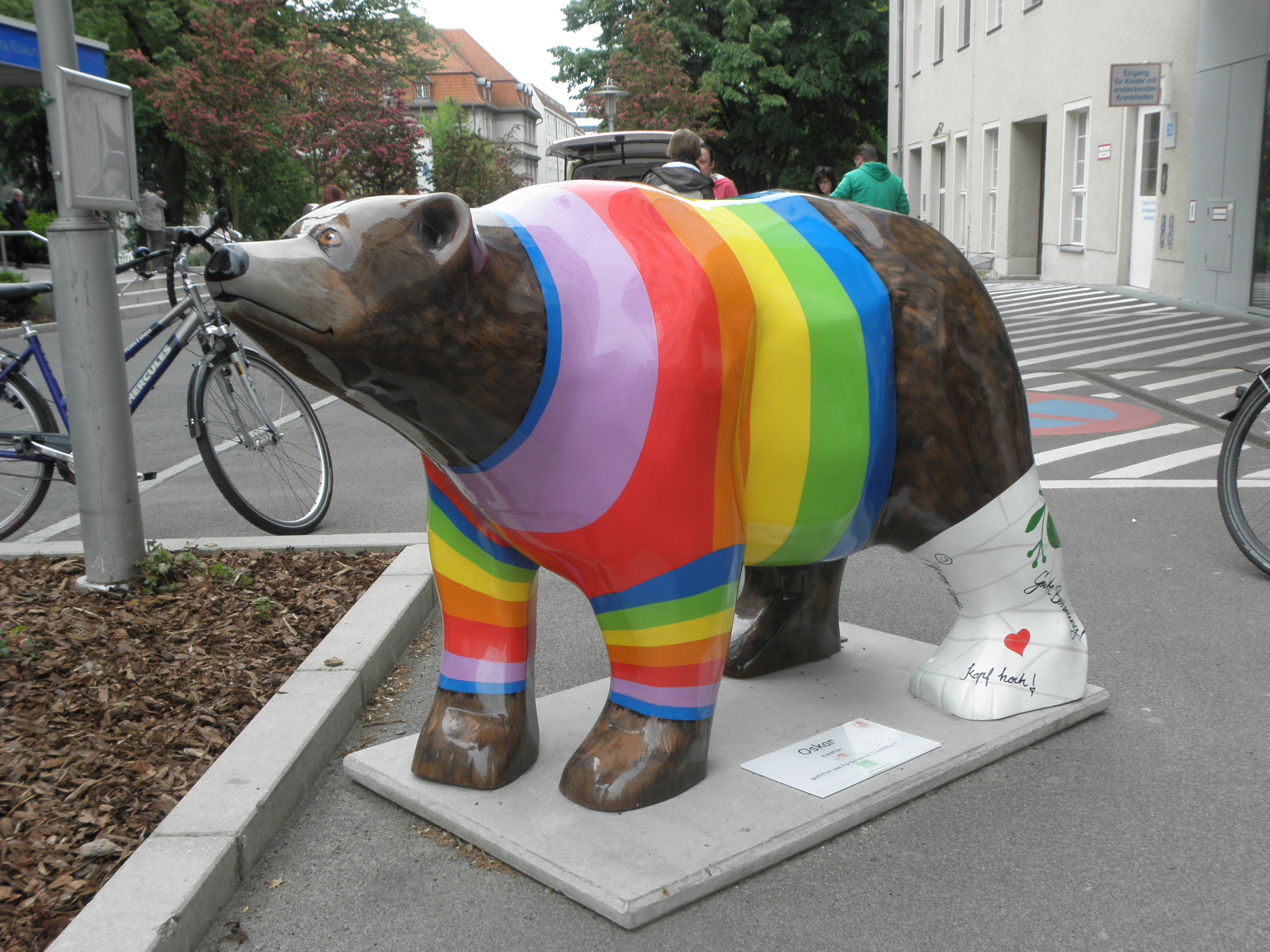
Buddy Bär Oskar, vor dem Haupthaus, gestiftet vom Förderverein Lindenblatt

| Jahr    | Anzahl Betten | Ärzte                    | Pflegepersonal | Gesamtbehandlungen – stationär – | Facheinrichtungen | Quelle |
| ------- | ------------- | ------------------------ | -------------- | -------------------------------- | --- | ------ |
| 1914    | 450           |                          |                |                                  | | [ 15 ] |
| 1949    | 692           |                          |                |                                  | Chirurgie, Inneres, Frauenklinik, Geburtshilfe, Augenabt., HNO, Orthopädie; Ambulanz                                                                                 | dito   |
| 1957/59 |               | 070                      | 377            | 17.145                           | | dito   |
| 1970    |               | 073                      |                | 10.925                           | | dito   |
| 1980    |               |                          |                | 13.927                           | | dito   |
| 1990    |               |                          |                | 12.332                           | | dito   |
| 2003    |               |                          |                | 21.000                           | |        |
| 2005    | 580           |                          |                |                                  | |        |
| 2007    | 611           | 144                      | 478            | 19.385                           | | [ 16 ] |
| 2010    | 561           | (gesamt 970 Mitarbeiter) |                | 25.189                           | Rettungsstelle, Innere Medizin, Chirurgie, Orthopädie, Gynäkologie mit Geburtshilfe, Diagnostikabteilungen, Intensivstation, Anästhesiologie, Radiologie, Pathologie |        |